# Tim Hellwig
Pour les articles homonymes, voir Hellwig.
Tim Hellwig, né le 30 juin 1999 à Neustadt an der Weinstraße est un triathlète professionnel allemand, vainqueur d'étape lors des séries mondiales de triathlon.Champion olympique aux Jeux de Paris en 2024, il fait partie de l'équipe d'Allemagne victorieuse de l'épreuve en relais mixte. 

## Biographie
Tim Hellwig est double champion d'Allemagne juniors de triathlon (2017, 2018). En 2021, il est vice-champion du monde espoirs à Edmonton au Canada et remporte sa première victoire lors des séries mondiales de triathlon dans son pays à Hambourg devant le français Paul Georgenthum à la photo finish.

## Palmarès
Le tableau présente les résultats les plus significatifs (podium) obtenus sur le circuit national et international de triathlon depuis 2021,.
| Année | Compétition                                          | Pays         | Position      | Temps           |
| ----- | ---------------------------------------------------- | ------------ | ------------- | --------------- |
| 2023  | Coupe du monde - l'étape sprint de Tongyeong         | Corée du Sud | Médaille d'or | 50 min 25 s     |
| 2023  | Coupe du monde - l'étape de Chengdu                  | Chine        | Médaille d'or | 1 h 44 min 15 s |
| 2023  | Coupe d'Afrique - l'étape sprint de Yasmine Hammamet | Tunisie      | Médaille d'or | 54 min 1 s      |
| 2023  | Coupe d'Afrique - l'étape de Cup M'Diq               | Maroc        | Médaille d'or | 1 h 49 min 17 s |
| 2022  | Coupe d'Afrique - l'étape sprint de Cup Swakopmund   | Namibie      | Médaille d'or | 56 min 17 s     |
| 2021  | WTS Hambourg                                         | Allemagne    | Médaille d'or | 53 min 8 s      |
| 2021  | Championnat d'Allemagne sprint                       | Allemagne    | Médaille d'or | 50 min 43 s     |

| Année | Compétition                           | Pays      | Position      | Temps           |
| ----- | ------------------------------------- | --------- | ------------- | --------------- |
| 2024  | Jeux olympiques                       | France    | Médaille d'or | 1 h 25 min 39 s |
| 2023  | WTCS Paris                            | France    | Médaille d'or | 1 h 12 min 18 s |
| 2023  | Championnats du monde en relais mixte | Allemagne | Médaille d'or | 1 h 22 min 8 s  |
| 2021  | WTS Hambourg                          | Allemagne | Médaille d'or | 1 h 21 min 39 s |